# Podgórnoie (Txetxènia)
|  | Per a altres significats, vegeu «Podgórnoie». |

Podgórnoie (en rus: Подгорное) és un poble de la república de Txetxènia, a Rússia, segons el cens del 2022 tenia 1.953 habitants.